# Mater Maxima
Mater Maxima è un romanzo di fantascienza cyberpunk scritto da Donato Altomare e pubblicato nel 2001 nella collana Urania di Mondadori, dopo avere vinto il Premio Urania nello stesso anno.

## Storia editoriale
Il romanzo, vincitore del Premio Urania 2001, fu pubblicato per la prima volta da Mondadori nel novembre 2001 nella collana Urania numero 1426, con una copertina illustrata da Giacomo Callo. Nel 2018 è uscita un'edizione integrale presso Edizioni Della Vigna.

## Trama
In un futuro dominato da banche e assicurazioni, dove la vita è regolata da computer e la maggior parte delle persone vive isolata, esistono i "Sognatori": individui capaci di proiettare i propri sogni all'esterno, trasformandoli in spettacoli di massa. Gabriel, noto come "il Primo", è considerato il migliore tra loro. Viene invitato a partecipare a un torneo tra Sognatori su un satellite artificiale da una donna proveniente dal satellite. Durante la sua permanenza, scopre che il computer centrale del satellite, MM003 detto Mater Maxima, tiene in animazione sospesa molti bambini, figli degli abitanti del satellite. Gabriel si rende conto che la competizione nasconde scopi oscuri legati al controllo dell'intelligenza artificiale e al destino dei bambini.

## Accoglienza e critica
Il romanzo è stato accolto positivamente dalla critica per l'originalità dell'ambientazione e la profondità dei temi trattati. Giuseppe Iannozzi lo definisce "un raro esempio di geniale fantasia made in Italy" e ne apprezza lo stile poetico e l'uso dell'umorismo. Vittorio Catani sottolinea come l'opera rappresenti uno scontro tra natura e tecnologia, fantasia e raziocinio, evidenziando la capacità dell'autore di affrontare temi classici della fantascienza con un approccio personale.

## Riconoscimenti
- Premio Urania 2001[1]

## Edizioni
- Donato Altomare, Mater Maxima, collana Urania, n. 1426, Arnoldo Mondadori Editore, 2001.
- Donato Altomare, Mater Maxima, edizione integrale, Edizioni Della Vigna, 2018, ISBN 9788862761666.